# Carles Eusebi de Liechtenstein

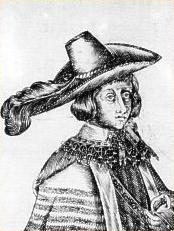
Karl Eusebius de Liechtenstein.

Karl Eusebius de Liechtenstein (1611-1684) fou el segon príncep de Liechtenstein. Era fill del Príncep Karl I de Liechtenstein i de la baronessa Ana María Šemberová de Boskovic y Černá Hora.

## Biografia
Nascut a Negre Kosteletz, era el quart fill del príncep Karl I de Liechtenstein. Amb la mort del seu gemà Enric el 1612 va passar a ser l'hereu del títol.
Quan el seu pare va morir el 1627 només tenia 16 anys, motiu pel qual els seus oncles, Gundaker i Maximilià, van fer de tutors fins al 1632.
Des de 1639 va ocupar el càrrec de Governador Regional Superior de Silèsia. A partir d'una llei del rei Ferran III estava obligat a col·laborar amb l'exèrcit austríac durant la guerra dels trenta anys.
Karl Eusebius va ser capità en cap de l'Alta i la Baixa Silèsia entre 1639 i 1641.
Després de la Guerra dels Trenta Anys, es va esforçar a restablir econòmicament les possessions de la seva família. A més va haver de fer front a una sentència de la Cort que declarava il·legítimes algunes possessions adquirides pel seu pare. Aquesta sentència l'obligava a pagar 1,7 milions de florins.
Un cop va aconseguir pagar el deute, va preferir invertir en art doncs creia que podia ser un millor llegat per a la seva descendència. Va ser el primer membre de la família en començar una col·lecció d'art: va adquirir pintures, escultures de bronze, objectes d'artesania juntament amb una col·lecció d'armes.
També va mostrar interès per la cria de cavalls i per l'arquitectura, arribant a escriure un llibre sobre aquest tema el 1675.
Va morir als 72 anys i va ser sepultat a l'església que havia fet construir el seu oncle Maximilià a Branov U Brna on també estaven enterrats els seus progenitors.

## Matrimoni i descendència
El 6 d'agost de 1644, Karl Eusebius es va casar amb la princesa Joana Beatriu de Dietrichstein-Nikolsburg (1625 - 1676).
Van tenir nou fills:
- Eleonora Maria (1647 - 1704), casada amb el príncep Johann Seyfried de Eggenberg (1644 - 1713).
- Ana Maria (1648 - 1654).
- Maria Teresa (1649 - 1716), casada en primeres núpcies amb Jakob Leslie († 1691) i en segones núpcies amb Joan Baltasar de Wagensörg, Comte de Sonnegg († 1693).
- Joana Beatriu (1650 - 1672), casada amb el príncipe Maximiliano de Liechtenstein (1641 - 1709).
- Dominic Eusebius († 1652).
- Karl Joseph († 1652).
- Francesc Eusebius (1654 - 1655)
- Cecília († 1655).
- Johann Adam I (1662 - 1712).